# Eurema messalina
Espèce
Eurema messalina est un insecte lépidoptère de la famille des Pieridae, de la sous-famille des Coliadinae et du genre Eurema.

## Dénomination
Eurema messalina a été décrit par Fabricius en 1787 sous le nom initial de Papilio messalina.
Synonyme : Terias bulaea Boisduval, 1836; Terias gnathene Boisduval, 1836; Terias iradia Poey, [1852]; Terias blakei Maynard, 1891; Pyrisitia messalina..

### Nom vernaculaire
Eurema messalina se nomme Shy Yellow en anglais.

## Description
Eurema messalina, d'une envergure de 26 mm à 38 mm présente sur le dessus des ailes blanches bordées finement de marron chez le mâle, uniquement au niveau de l'apex des ailes antérieures chez la femelle.
Le revers est blanc avec une marque rose chez le mâle.

## Biologie
L'imago vole surtout entre mai et août.

### Plantes hôtes
Les plantes hôtes de sa chenille sont des Desmodium et des Cassia.

## Écologie et distribution
Eurema messalina est présent à Cuba, à la Jamaïque, aux Antilles, aux Bahamas et en Floride.

### BiotOpe
Il réside dans les zones broussailleuses.

### Protection
Pas de statut de protection particulier.